# Icewind Dale II
Icewind Dale II je videohra vyvinutá společností Black Isle Studios a uvedená na trh společností Interplay Entertainment 27. srpna 2002.

## Příběh
Příběh se odehrává přibližně 30 let po skončení příběhu prvního dílu a nijak na něj nenavazuje.
Ve hře je však možné najít písemnosti, které příběh prvního dílu připomínají. Hra začíná, když hráčova družina připluje lodí do města Targos, které je napadeno obrovskou skřetí armádou a družina je jednou ze skupin žoldáků, které přijely pomoci městu se ubránit před skřetím vojskem které napadá město. Po úspěšné obraně města před skřetím vojskem družina zjistí, že za útokem stojí Legie chiméry, armáda vyvrhelů společnosti snažící se dobýt Ledové pláně.
Po boji dostane skupina úkol vyrvat nepřátelům z ruky tzv. Šengarský most aby zajistili bezpečný průchod Letohradskému vojsku které má přijít Targu na pomoc. Během cesty k mostu se skupina utká s početným orkčím vojskem. Jako další úkol dostane družina za úkol zjistit, proč nedorazily slíbené posily z Letohradu, a vypraví se na jih ve vzducholodi gnóma Osvalda Kutiltrošky (v originále Oswald Fiddlebender, objevil se již v prvním díle, avšak tam hrál spíše podružnou roli prodavače alchymistických předmětů v Kuldaharu).
Vzducholoď však ztroskotá nedaleko obrovského ledového chrámu uctívačů bohyně zimy Auril, vystavěném v magickém ledovci, který brání v další cestě.
Družina nakonec chrám zničí a zjistí, že vůdci Legie chiméry jsou démonická dvojčata Isair a Madae. Nakonec se dostane přes les plný nemrtvých, klášter Černého havrana a podzemí do Kuldaharu, městečka z prvního dílu, které však bylo napadeno armádou orogů a yuan-ti a většina obyvatel ho opustila.
Družina se musí vydat do chrámu yuan-ti v Chultské džungli kde musí uzavřít "křižovatku" a zajistit aby se do Kuldaharu už nedostali žádní yuan-ti.
Dále se družina vydá do chodeb vyhaslé sopky zvané Dračí oko kde musí zabít pohlavára yuan-ti a na magnetická pole kde musí zabránit arcičarodějce Isbellah v seslání kouzla které je uzavře v časové smyčce. Další průběh hry zavede skupiny dobrodruhů zpět do ledového chrámu kde se budou muset vypořádat s početnou skupinkou démonů.
Odtud poputuje skupina na "Vražedná pole" kde se setká se Saablicem Tanem, čarodějem ovládající tento kousek ledové země. Nakonec proniknou do sídla Legie chiméry, kterým je zničená elfí pevnost Useknutá ruka, známá z prvního dílu. Tam se nakonec odehrává i závěrečný souboj s Isairem a Madae.

## Porovnání s prvním dílem
Zatímco první díl byl vytvořen podle 2. edice pravidel D&D, druhý díl je vytvořen podle 3. edice. Nejvýraznějším rozdílem je, že každá rasa může vykonávat každé povolání (samozřejmě některé rasy jsou pro určitá povolání vhodnější) a zatímco v prvním díle nesměla magická povolání používat většinu lepších zbraní a brnění, nyní mohou téměř všechny předměty používat všechny postavy, ale u postav pracujících s magií se používáním lepší zbraně nebo brnění zvyšuje pravděpodobnost, že se jí nepodaří seslat kouzlo. Oproti prvnímu dílu přibylo ve výběru postav několik ras (např. drow, tiefling nebo aasimar) a povolání (např. barbar, mnich). Změnil se také vzhled hlavní obrazovky.
Druhý díl je rovněž vytvořen pod Infinity enginem, a tak jeho ovládání i hraní je prakticky stejné jako u prvního. Opět si hráč na začátku vytvoří družinu šesti postav, které se v průběhu hry nijak nemění, jednotlivé postavy nepřicházejí ani neodcházejí. Na rozdíl od pokračování některých jiných RPG her (např. Baldur's Gate) není možné do druhého dílu přenést již vycvičenou družinu z prvního. Vytváření družiny se od prvního dílu liší. Vlastnosti postavy již nejsou stanovovány náhodně, ale hráč dostane určitý počet bodů, který může mezi jednotlivé vlastnosti rozdělit. Na rozdíl od prvního dílu je k dispozici několik již předem připravených družin, ze kterých si hráč může jednu vybrat a nemusí se tak namáhat s tvorbou postav. Herní úkony, boj i rozhovory se vykonávají prakticky stejně jako v prvním díle. Oproti prvnímu dílu je ve druhém více logických hádanek a jeho příběh je delší.
Druhý díl byl poslední hrou, která byla vytvořena pod Infinity enginem. Nebyl k němu vydán žádný datadisk.